# Satoru Hayashi
Satoru Hayashi (林 慧 Hayashi Satoru?, nacido el 13 de junio de 1988 en Kanagawa) es un exfutbolista japonés. Jugaba de centrocampista y su último club fue el Arterivo Wakayama de Japón.

## Trayectoria

### Clubes
| Club                | País  | Año         |
| ------------------- | ----- | ----------- |
| Shonan Bellmare     | Japón | 2007 - 2010 |
| Gainare Tottori     | Japón | 2009        |
| Zweigen Kanazawa    | Japón | 2010        |
| Banditonce Kakogawa | Japón | 2011        |
| FC Osaka            | Japón | 2011 - 2013 |
| Nara Club           | Japón | 2014 - 2015 |
| Arterivo Wakayama   | Japón | 2016 - 2017 |